# Timothy Bliss
Timothy Vivian Pelham Bliss (27 de julio de 1940) es un neurocientífico británico. Se desempeña como profesor adjunto en la Universidad de Toronto y líder de grupo emérito en el Instituto Francis Crick de Londres.
En 2016, el profesor Tim Bliss compartió con los profesores Graham Collingridge y Richard Morris el Brain Prize 2016, uno de los premios científicos más codiciados del mundo.

## Biografía

### Primeros años
Nacido en Inglaterra, obtuvo una licenciatura en ciencias en 1963 por la Dean Close School y un doctorado en 1967 en la Universidad McGill. En 1967 se incorporó al Instituto Nacional de Investigación Médica MRC en Londres, donde fue Jefe de la División de Neurofisiología desde 1988 hasta 2006. Su trabajo con Terje Lømo en el laboratorio de Per Andersen en la Universidad de Oslo a finales de los años 1960 estableció el fenómeno de la potenciación a largo plazo (LTP) como el modelo sináptico dominante de cómo el cerebro de los mamíferos almacena recuerdos.

### Carrera
En 1973, él y Terje Lømo publicaron la primera evidencia de un evento de plasticidad sináptica similar al de Hebb inducido por una breve estimulación tetánica, conocida como potenciación a largo plazo (LTP). Su trabajo ha contribuido mucho a proporcionar una explicación neuronal del aprendizaje y la memoria. Al estudiar el hipocampo, el centro de la memoria del cerebro, demostró que la intensidad de las señales entre las neuronas del cerebro muestra un aumento a largo plazo después de una activación breve pero intensa, un fenómeno conocido como potenciación a largo plazo (LTP).
Mientras que la LTP se descubrió en Oslo en el laboratorio de Per Andersen, su posterior investigación sobre las propiedades celulares de la LTP y su relación con la memoria se llevó a cabo en el Instituto Nacional de Investigación Médica de Londres, donde trabajó de 1968 a 2006, convirtiéndose en jefe de Neurociencias. Es profesor visitante en el University College de Londres.
Forma parte de la junta directiva de la Fundación Feldberg y fue fideicomisaria del Museo Soane de 2004 a 2009. Desde los años 2009 hasta 2013, trabajó como profesor adjunto en la Universidad Nacional de Seúl.